# Yurungkax
Der Yurungkax, auch Jurungkasch oder Weißer Jadefluss (chinesisch 白玉河, Pinyin Báiyù Hé – „Fluss Baiyu“, uigurisch يورۇڭقاش دەرياسى), ist der rechte Quellfluss des Hotan im Süden des autonomen Gebiets Xinjiang im Südwesten der Volksrepublik China.
Der Yurungkax entspringt am Nordhang des Kunlun-Gebirges nahe der Grenze zu Tibet. Er fließt anfangs in überwiegend westlicher Richtung. Später wendet sich der Fluss nach Norden. Er verlässt das Bergland, durchfließt die im Tarimbecken gelegene Stadt Hotan und trifft weitere 150 km nördlich auf den Karakax, mit dem er den Hotan bildet. Der Flussname hat die Bedeutung „weißer Jadefluss“.